# Ritamäki Nord
Ritamäki Nord är ett naturreservat i Torsby kommun i Värmlands län.
Området är naturskyddat sedan 2013 och är 4 hektar stort. Reservatet består av odlingslandskap med tillhörande barrskog och utgör en fortsättning norr av naturreservatet Ritamäki, Ritamäki finnsgård.